# Itanium
Itanium (/aɪˈteɪniəm/ eye-TAY-nee-əm) là một vi xử lý thuộc họ vi xử lý của Intel 64 bit thực thi kiến trúc Intel Itanium (trước đây gọi là IA-64).

### Thị trường máy chủ cao cấp
Khi công bố lần đầu tiên năm 2001, nền tảng Itanium được so sánh với các thiết lập tốt hơn  RISC và các vi xử lý CISC là đáng thất vọng.
Sự cạnh tranh trong việc thực thi các ứng dụng x86 hiện có và các hệ điều hành là đặc biệt yếu, với một điểm sáng năm 2001 báo cáo rằng tốc độ của Itanium tương đương với một máy tính Pentium tốc độ 100 MHz (cao nhất là các máy có tốc độ 1,1 HGz Pentium trên thị trường tại thời điểm đó).
Itanium không tạo ấn tượng lớn trước IA-32 hay RISC, và sau đó phải chịu lép vế từ sự giới thiệu thành công của các hệ thống nền x86-64 vào thị trường máy chủ, lý do là vì các hệ thống tương thích hơn với các ứng dụng x86 kiểu cũ. Nhà báo John C. Dvorak đã có bình luận năm 2009 về lịch sử của vi xử lý Itanium, đã nói "Điều này tiếp tục là một trong những thất bại lớn nhất trong 50 năm qua" trong một bài báo có tựa đề "Làm thế nào để Itanium hủy diệt nền công nghiệp máy tính". Chuyên mục công nghệ cao Ashlee Vance nhận xét sự chậm trễ và dưới mức chuẩn "biến Itanium thành một sản phẩm trò đùa trong ngành công nghiệp sản xuất chip." Trong cuộc phỏng vấn, Donald Knuth đã nói "Itanium đã đạt...được giả định tuyệt vời—cho đến khi nó chuyển thành lời ước cho các trình biên dịch khi về cơ bản nó không thể thực thi. "
Red Hat và Microsoft thông báo các kế hoạch hủy bỏ sự hỗ trợ Itanium trong các hệ điều hành do sự thiếu quan tâm thị trường; mặc dù vậy, phiên bản phân phối Linux khác như Debian vẫn có sẵn dành cho Itanium. Vào ngày 22 tháng 3 năm 2011, Oracle thông báo ngừng sự phát triển Itanium, mặc dù các hỗ trợ kỹ thuật cho các sản phẩm hiện tại vẫn tiếp tục.
Một cựu quan chức Intel cho rằng việc kinh doanh Itanium đã có lợi nhuận cho Intel vào cuối năm 2009. Năm 2009, các chip đã gần như hoàn toàn được triển khai trên các máy chủ HP, trong đó có hơn 95% thị phần máy chủ Itanium, tạo các hệ điều hành cho HP-UX. Vào ngày 22 tháng 3 năm 2011, Intel tái khẳng định cam kết của mình trong việc tạo ra Itanium với nhiều thế hệ chip trong việc phát triển và theo đúng tiến độ.

### Hệ thống
| Company | Company | Company | latest product     | latest product |
| name    | from    | to      | name               | CPUs           |
| ------- | ------- | ------- | ------------------ | -------------- |
| Compaq  | 2001    | 2001    | ProLiant 590       | 1–4            |
| IBM     | 2001    | 2005    | x455               | 1–16           |
| Dell    | 2001    | 2005    | PowerEdge 7250     | 1–4            |
| Hitachi | 2001    | 2008    | BladeSymphony 1000 | 1–8            |
| Unisys  | 2002    | 2009    | ES7000/one         | 1–32           |
| SGI     | 2001    | 2011    | Altix 4000         | 1–2048         |
| Fujitsu | 2005    | 2011    | PRIMEQUEST         | 1–32           |
| HP      | 2001    | now     | Integrity          | 1–256          |
| Bull    | 2002    | now     | NovaScale 9410     | 1–32           |
| NEC     | 2002    | now     | nx7700i            | 1–256          |
| Inspur  | 2010    | now     | TS10000            | 2-1024         |
| Huawei  | 2012    | now     | ????               | ????           |

#### Kittson
Vi xử lý Kittson sẽ ra mắt sau vi xử lý Poulson vào năm 2014. Ít thông tin chi tiết được biết hơn là sự tồn tại của tên mã và tương thích socket và chế độ nhị phân giữa Poulson, Kittson và Tukwila.

## Thời gian biểu
- 1989:
  - HP bắt đầu khảo sát EPIC[13]
- 1994:
  - Tháng 6: HP và Intel công bố mối quan hệ đối tác[14]
- 1995:
  - Tháng 9: HP, Novell, và SCO thông báo các kết hoạch cho "hệ điều hành UNIX khối lượng cao" cung cấp "máy tính kết nối mạng 64 bit trên nền kiến trúc HP/Intel"[15]
- 1996:
  - Tháng 10: Compaq thông báo sẽ dùng IA-64[16]
- 1997:
  - Tháng 6: IDC dự báo doanh số các hệ thống IA-64  sẽ đạt 38 tỉ USD/năm vào năm 2001[17]
  - Tháng 10: Dell thông báo sẽ dùng IA-64[18]
  - Tháng 12: Intel và Sun thông báo tham gia để kết nối cổng Solaris với IA-64[19][20][21]
- 1998:
  - Tháng 3: SCO thừa nhận HP/SCO Unix alliance đã không còn sử dụng
  - Tháng 6: IDC dự đoán doanh số các hệ thống IA-64 sẽ đạt 30 tỉ USA/năm vào năm 2001[17]
  - Tháng 6: Intel thông báo Merced sẽ bị hoãn, từ nửa sau năm 1999 đến nửa đầu năm 2000[22]
  - Tháng 9: IBM thông báo sẽ xây dưng cá máy dựa nền Merced[23]